# Liste der Schweizer Botschafter in den Vereinigten Staaten

## Allgemeines
Die Schweizerische Vertretung in den USA wurde 1822 als Honorarkonsulat gegründet, 1864 zum Generalkonsulat und 1882 zur Gesandtschaft aufgewertet. 1957 wurde die diplomatische Schweizer Vertretung in den USA von einer Gesandtschaft zu einer Botschaft umgewandelt.

## Missionschefs

### Gesandte

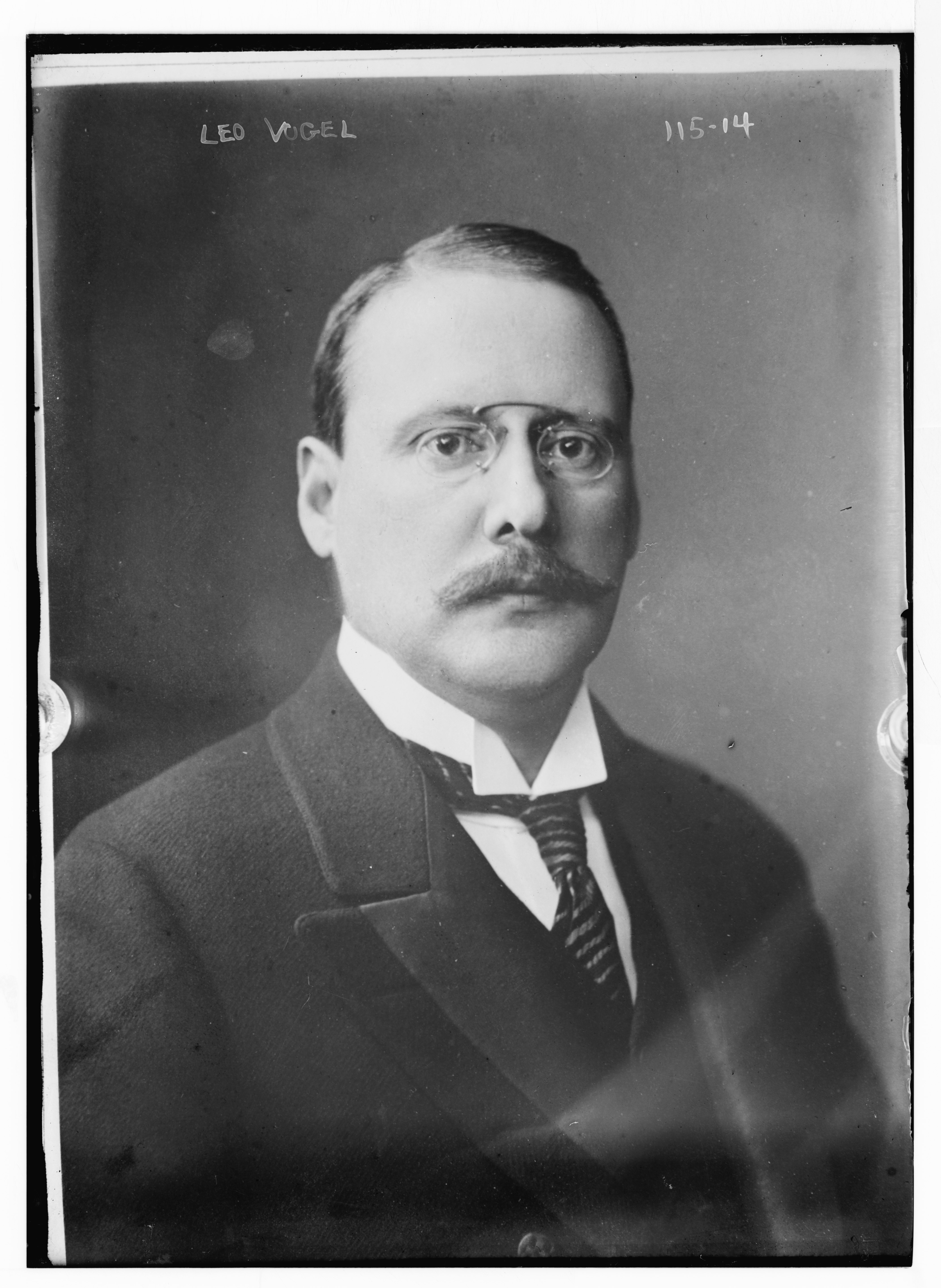
Leo Vogel, Schweizer Gesandte in den USA 1904–1909

- 12. Mai 1882 – 1. Januar 1888: Emil Frey
- 18. April 1888 – 1. Januar 1893: Alfred de Claparède
- 23. November 1894 – 1. Januar 1902: Giovanni Battista Pioda
- 18. November 1902 – 1. Januar 1904: Fernand du Martheray
- 11. Oktober 1904 – 1. Januar 1909: Leo Vogel
- 22. Januar 1909 – 1. Januar 1917: Paul Ritter I
- 30. Mai 1917 – 1. Januar 1919: Hans Sulzer
- 4. November 1919 – 1. Januar 1939: Marc Peter
- 27. Juni 1939 – 1. Januar 1954: Carl Brugmann

### Botschafter

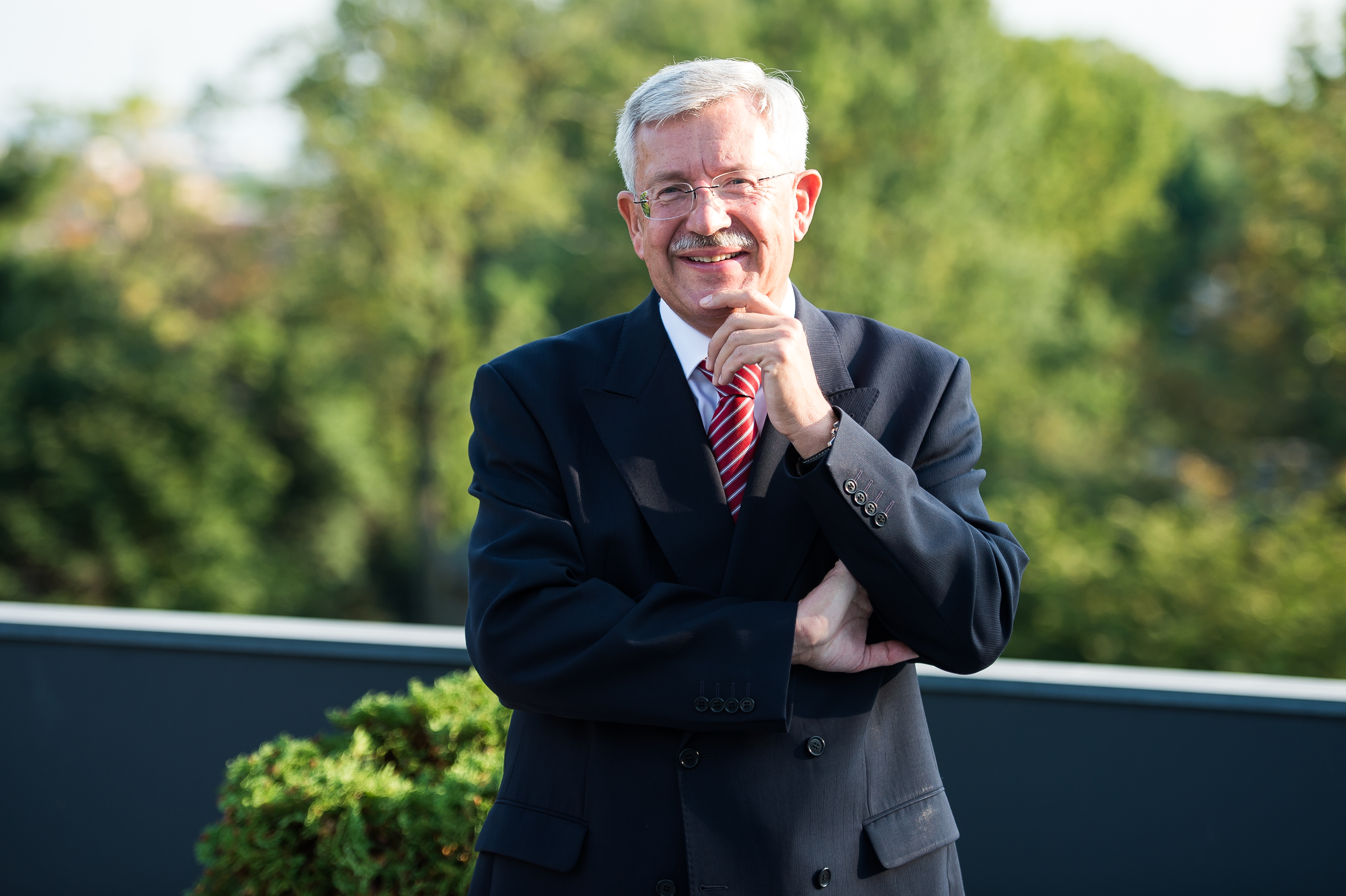
Martin Dahinden, Botschafter 2014–2019

- 28. Januar 1955 – 28. Juni 1960: Henry de Torrenté
- 3. November 1960 – 15. Januar 1963: August R. Lindt
- 13. Februar 1963 – 15. Januar 1966: Alfred Zehnder
- 1. März 1966 – 2. Dezember 1975: Felix Schnyder
- 3. Februar 1976 – 22. August 1980: Raymond Probst
- 25. August 1980 – 7. März 1984: Anton Hegner
- 1. Mai 1984 – 27. Januar 1989: Klaus Jacobi
- 2. Februar 1989 – 2. Mai 1993: Edouard Brunner
- 5. Mai 1993 – 26. März 1997: Carlo Jagmetti
- 13. April 1997 – 11. August 2001: Alfred Defago
- 13. August 2001 – 12. April 2006: Christian Blickenstorfer
- 1. Mai 2006 – 16. Oktober 2010: Urs Ziswiler
- 18. Oktober 2010 – August 2014: Manuel Sager
- 18. November 2014 – 2019: Martin Dahinden
- 16. September 2019 – August 2024: Jacques Pitteloud[1]
- 18. September 2024 – heute: Ralf Heckner